# Ryszard Grundman
Ryszard Grundman (ur. 1 stycznia 1931 w Koninie, zm. 11 kwietnia 2015 w Warszawie) – pułkownik dyplomowany pilot Wojska Polskiego, działacz i publicysta lotniczy.

## Życiorys
Syn Bronisława i Józefy z domu Przybylak. W szkole podstawowej należał do drużyny modelarskiej, odbył szkolenie szybowcowe w Radkowie i w 1948 roku uzyskał kategorię C pilota szybowcowego. 24 września 1949 roku rozpoczął naukę w Oficerskiej Szkole Lotniczej w Dęblinie, którą kontynuował w Oficerskiej Szkole Lotniczej nr 5 w Radomiu. Naukę ukończył 28 grudnia 1951 roku jako prymus.

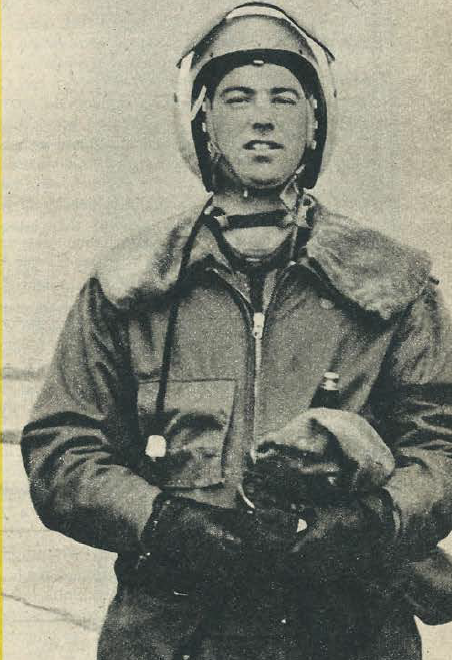
Ryszard Grundman w 1977 r.

1 stycznia 1952 roku został przydzielony do 1 pułku lotnictwa myśliwskiego „Warszawa”. 7 października 1954 roku objął funkcję dowódcy eskadry i pełnił ją do września 1959 roku. Otrzymał tytuł dowódcy wyborowej załogi, wraz z Zygmuntem Dębowskim i Jerzym Figurskim stworzył trójkę pilotażu zespołowego. Z czasem zespół rozrósł się do dziewięciu pilotów, wykonywał loty pokazowe w kraju i za granicą. W 1959 roku grupa, w mistrzostwach Wojsk Lotniczych i OPL OPK we Wrocławiu, zdobyła pierwsze miejsce i tytuł mistrzowski.
1 września 1959 roku rozpoczął studia w Akademii Sztabu Generalnego Wojska Polskiego w Rembertowie, które ukończył 30 marca 1963 roku. Powrócił do 1 plm i został zastępcą dowódcy do spraw pilotażu. 27 czerwca 1964 roku objął stanowisko dowódcy pułku i sprawował je do 11 lipca 1973 r. Pod jego dowództwem 1 plm zainicjował podejmowanie Czynów Żołnierskich, nawiązał współpracę z lokalnymi strukturami (szkolnictwo, ZBoWiD) oraz miejscową ludnością. Przez cztery lata pełnił funkcję radnego powiatu w Mińsku Mazowieckim. W 1966 roku, w  defiladzie powietrznej z okazji 1000-lecia państwa polskiego, prowadził grupę samolotów naddźwiękowych. 11 lipca 1973 roku objął stanowisko dowódcy 4 Bazy Lotniczej w Warszawie. W 1980 roku został mianowany szefem ruchu lotniczego w Dowództwie Wojsk Obrony Powietrznej Kraju. Odpowiadał za bezpieczeństwo lotów Wojsk Lotniczych i Obrony Powietrznej Kraju oraz pełnił stanowisko szefa szkolenia i sportu w Aeroklubie PRL. Dzięki jego działalności zostały wprowadzone bloki ruchu lotniczego, zapewniające bezkolizyjność realizacji zadań szkoleniowych przez poszczególne pulki lotnicze. Przyczyniło się to do znacznego podwyższenia poziomu bezpieczeństwa lotów w lotnictwie wojskowym. 20 grudnia 1991 roku zakończył służbę w Wojsku Polskim i przeszedł na emeryturę. Po odejściu ze stanowiska dowódcy 1 plm w 1973 roku przystąpił do spisywania swych wspomnień, które stały się podstawą do jego późniejszych publikacji.
W ramach swoich obowiązków interesował się zjawiskiem niezidentyfikowanych obiektów latających obserwowanych nad terenem Polski. Jest autorem prawdopodobnie pierwszej oficjalnej publikacji wojskowej na ten temat w polskiej prasie związanej z wojskowością oraz udzielał wywiadów na ten temat.
Płk Ryszard Grundman w powietrzu spędził 3051 godzin w samolotach różnego typu, między innymi w MiG-15 i MiG-21.
Był jednym z inicjatorów założenia oddziału warszawskiego Stowarzyszenia Seniorów Lotnictwa Wojskowego RP. Od 22 listopada 1994 roku do 17 listopada 1998 roku był wiceprezesem tego oddziału. W 1998 roku został wiceprezesem Zarządu Głównego Stowarzyszenia i pełnił tę funkcję do 14 czerwca 2014 roku. W 2001 roku został członkiem Rady Głównej Federacji Stowarzyszeń Rezerwistów i Weteranów Sił Zbrojnych RP.

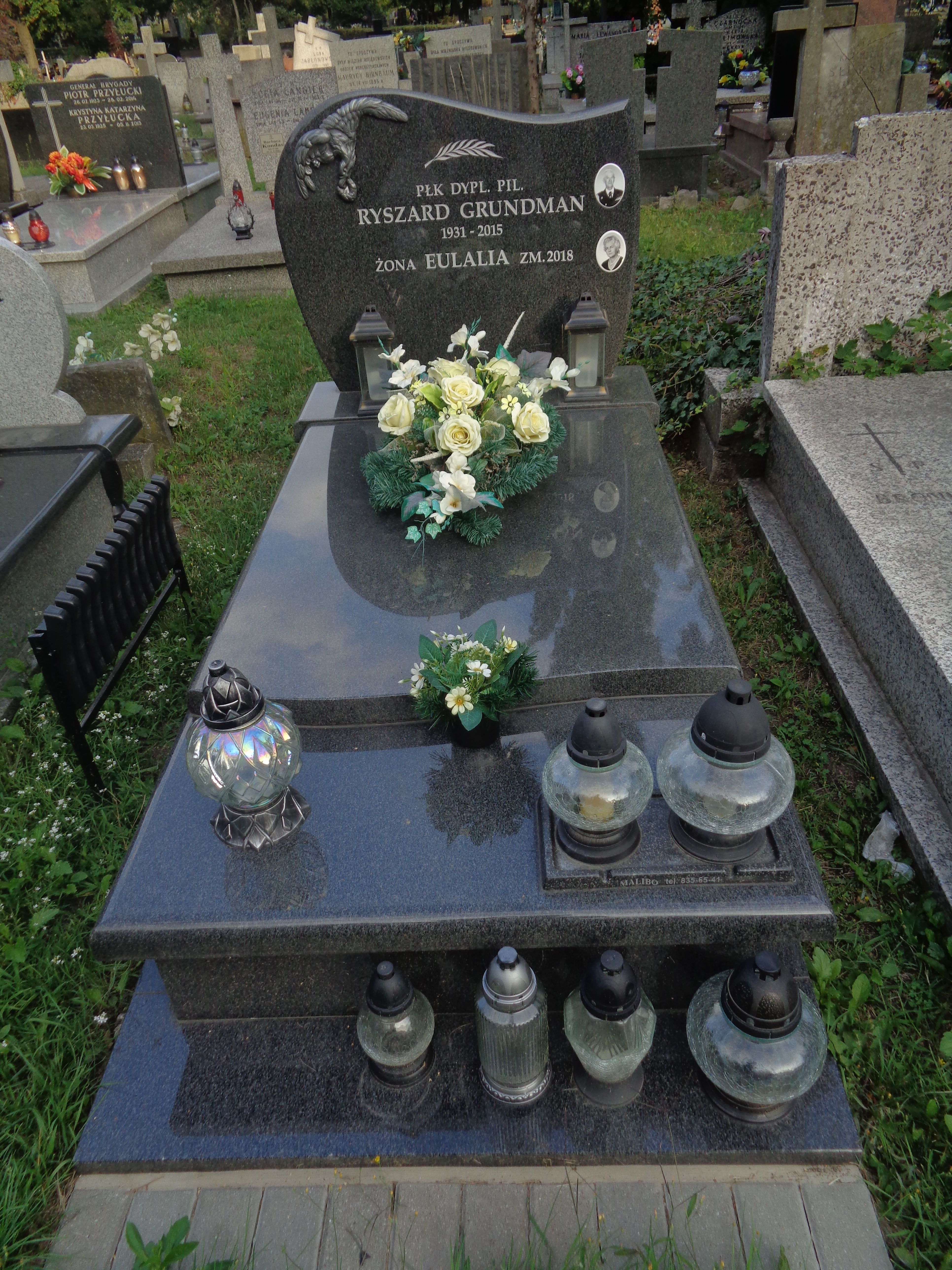
Grób płk Ryszarda Grundmana na Cmentarzu Wojskowym na Powązkach w Warszawie

20 kwietnia 2015 roku został pochowany na Wojskowych Powązkach w Warszawie (kwatera FIII-7-9).

## Życie prywatne
Był żonaty z Eulalią z domu Łukaszewska, z którą miał dwie córki – Iwonę i Małgorzatę.

## Publikacje książkowe
Jest autorem książek:
- Barwy ryzyka, Dowództwo Sił Powietrznych. Klub Sił Powietrznych, Warszawa 2008; ISBN 978-83-926481-3-0
- Polscy piloci i UFO, Wydawnictwo "CZAS UFO", Kraków 1999,
- Podniebne rodeo, Damian Majsak, Lublin 1995; ISBN 83-901507-3-5
- W cieniu skrzydeł, Wydaw. Min. Obrony Narodowej, Warszawa, cop. 1982; ISBN 83-11-06772-4
- Smugi na niebie, Ministerstwo Obrony Narodowej, Warszawa 1977, wyd. II, Ministerstwa Obrony Narodowej, Warszawa, 1983; ISBN 83-11-06977-8.

## Ordery i odznaczenia
Za swą służbę otrzymał m.in. następujące odznaczenia:
- Krzyż Komandorski Orderu Odrodzenia Polski (2003),
- Krzyż Oficerski Orderu Odrodzenia Polski (1986),
- Krzyż Kawalerski Orderu Odrodzenia Polski (1966),
- Złoty Krzyż Zasługi (1957),
- Zasłużony Pilot Wojskowy PRL (1990),
- Odznaka pamiątkowa 1 Pułku Lotnictwa Myśliwskiego OPK „Warszawa”.

Otrzymał honorowe obywatelstwo miasta Warki.